# فردهولم (دهانه)
فردهولم یک دهانه برخوردی در ماه‌ است.